# Тршка Горца
Тршка Горца (словен. Trška Gorca) — поселення в общині Шентюр, Савинський регіон, Словенія. 
Висота над рівнем моря: 343,7 м.